# Julián Bustelo Abuín
Julián Bustelo Abuín, nacido en Araño (Rianjo) el 17 de julio de 1994, es un político y arqueólogo gallego.

## Trayectoria
Dedicado profesionalmente a la arqueología está vinculado a la marea Rianxo en Común, fue su candidato a la alcaldía en las elecciones municipales de 2019  con las que mantuvo a los 2 concejales previos con los que contaba la formación, siendo el portavoz del grupo en la oposición al gobierno del BNG. Repitió como candidato en las elecciones municipales de 2023 y consiguió 5 concejales, al igual que PSdeG y PPdeG, siendo el más votado se negó a formar gobierno con otras formaciones, asumiendo la alcaldía cuando todos los demás grupos se votaron a sí mismos.